# Tysklands Grand Prix 1994
Tysklands Grand Prix 1994 var det nionde av 16 lopp ingående i formel 1-VM 1994.

## Resultat
1. Gerhard Berger, Ferrari, 10 poäng
2. Olivier Panis, Ligier-Renault, 6
3. Eric Bernard, Ligier-Renault, 4
4. Christian Fittipaldi, Footwork-Ford, 3
5. Gianni Morbidelli, Footwork-Ford, 2
6. Érik Comas, Larrousse-Ford, 1
7. Olivier Beretta, Larrousse-Ford
8. Damon Hill, Williams-Renault

### Förare som bröt loppet
- Jean-Marc Gounon, Simtek-Ford (varv 39, motor)
- David Brabham, Simtek-Ford (37, koppling)
- Michael Schumacher, Benetton-Ford (20, motor)
- Martin Brundle, McLaren-Peugeot (19, motor)
- David Coulthard, Williams-Renault (17, elsystem)
- Jos Verstappen, Benetton-Ford (15, brand)
- Ukyo Katayama, Tyrrell-Yamaha (6, gasspjäll)
- Jean Alesi, Ferrari (0, motor)
- Mark Blundell, Tyrrell-Yamaha (0, kollision)
- Mika Häkkinen, McLaren-Peugeot (0, kollision)
- Heinz-Harald Frentzen, Sauber-Mercedes (0, kollision)
- Eddie Irvine, Jordan-Hart (0, kollision)
- Rubens Barrichello, Jordan-Hart (0, kollision)
- Johnny Herbert, Lotus-Mugen Honda (0, kollision)
- Andrea de Cesaris, Sauber-Mercedes (0, kollision)
- Pierluigi Martini, Minardi-Ford (0, kollision)
- Alessandro Zanardi, Lotus-Mugen Honda (0, kollision)
- Michele Alboreto, Minardi-Ford (0, kollision)

### Förare som ej kvalificerade sig
- Paul Belmondo, Pacific-Ilmor
- Bertrand Gachot, Pacific-Ilmor